# Commanderie du Déluge
La Commanderie du Déluge est une ferme ayant notamment appartenu à l'ordre des Hospitaliers, située dans l'Essonne, sur la commune de Marcoussis. Aucun titre de propriété de la commanderie du Déluge n'est connu, avant qu'elle ne devienne propriété (ou membre hospitalier) des Hospitaliers de l'ordre de Saint-Jean de Jérusalem.

## La commanderie
Il est possible que le domaine du Déluge fut vendu aux Templiers et devint une commanderie détachée de la paroisse de Saint-Wandrille,. Elle est possiblement passée au XIIe siècle aux Hospitaliers et partiellement reconstruite aux XIVe et XVIIe siècles,. C'est réellement un fief relevant de la châtellenie de Montlhéry, le Déluge a été cédé aux Hospitaliers de l'ordre de Saint-Jean de Jérusalem par un seigneur de Montlhéry et fut alors démembré de la paroisse de Marcoussis dont il dépendait.
Cette commanderie a beaucoup souffert des guerres du XVe siècle. Le chapitre provincial qui se tient à Paris en 1479 prend la décision d'en faire un membre du prieuré hospitalier de Saint-Jean de Latran.
Le Déluge comptait plus de 500 arpents de terre. En 1495, le revenu du domaine était de 39 livres 15 sols, en 1757, il était de 2 800 livres et de 7 000 livres en 1783.

## La chapelle
Près de la ferme se trouvait une chapelle dédiée à Jean le Baptiste. Une visite prieurale en 1495 constate que le membre est bien aux Hospitaliers et « qu'en la commanderie du Déluge, membre de Saint-Jean de Latran, a une belle chappelle, chargée de troys messes la sepmainne, bien entretenue, desservie et garnie d'ornemens. audit lieu n'a point de maison pour le commandeur, et y a assis habitation pour le fermier,. »

## Dépendances
La commanderie possédait le membre de la Flotte : des terres dont une partie était enclavée dans le parc du château de Beljames à Marcoussis et dans lesquelles il y avait une fontaine dite La Flotte.
La commanderie possédait également à Beaudreville un petit domaine qui portait le nom de « Petit Déluge » qui contenait une trentaine d'arpents de terre.
Comme commanderie, le Déluge possédait aussi des propriétés à Linas, à Marivaux, le Bison et le moulin de Francherel.

## Sources
- Eugène Mannier, Les commanderies du grand prieuré de France d'après les documents inédits conservés aux archives nationales à Paris, Paris, 1872 (lire en ligne)